# 林旺億
林旺億（1988年6月28日—），為台灣棒球選手。曾到美國職棒發展，曾經效力過美國職棒小聯盟及中華職棒Lamigo桃猿隊，守備位置是投手。

## 經歷
- 臺南市東區崇學國民小學少棒隊少棒隊
- 臺南市安順國中青少棒隊
- 臺中市國立中興大學附屬臺中高級農業學校
- 美國職棒波士頓紅襪（2006年－2009年11月）
- 臺中市國立臺灣體育運動大學棒球（富邦公牛）
- 中華職棒兄弟二軍借將（2010年）
- 中華職棒興農二軍練習生（2011年）
- 國訓中心棒球隊（2011年）
- 中華職棒Lamigo桃猿（2012年－2013年12月11日）
- 臺南市成棒隊（2014年－2019年）
- 中華職棒味全龍（2019年8月－2021年5月3日）

## 職棒生涯成績
| 年度 | 球隊       | 出賽 | 勝投 | 敗投 | 中繼 | 救援 | 完投 | 完封 | 四死 | 三振 | 責失 | 投球局數 | 防禦率 |
| ---- | ---------- | ---- | ---- | ---- | ---- | ---- | ---- | ---- | ---- | ---- | ---- | -------- | ------ |
| 2012 | Lamigo桃猿 | 15   | 0    | 2    | 0    | 0    | 0    | 0    | 22   | 15   | 19   | 20.2     | 8.72   |
| 2021 | 味全龍     | －   | －   | －   | －   | －   | －   | －   | －   | －   | －   | －       | －     |
| 合計 | 2年        | 15   | 0    | 2    | 0    | 0    | 0    | 0    | 22   | 15   | 19   | 20.2     | 8.72   |

## 外部連結
- 林旺億在台灣棒球維基館上的頁面（繁體中文）
- 球員資訊和成績在中華職棒官網（中文）